# 森山知広
森山 知広（もりやま ともひろ、1984年〈昭和59年〉1月23日 - ）は、福岡県北九州市出身のプロバスケットボール指導者。福島ファイヤーボンズや神戸ストークスでヘッドコーチを歴任した。現在は韓国女子バスケットボールリーグのハナ銀行でコーチを務めている。

## 略歴
2013年にbjリーグ・大阪エヴェッサのアシスタントコーチ兼マネージャーに就任しコーチングキャリアをスタートさせる。翌シーズン移籍した島根スサノオマジックではシーズン途中からヘッドコーチ代行を務め、2015年からはライジング福岡で自身初のヘッドコーチを務めた。
2016年にB.LEAGUEが開幕すると、福島ファイヤーボンズで指揮を執り、2021年からはゼネラルマネージャーも兼任した。2022年に西宮ストークス（現・神戸ストークス）の7代目ヘッドコーチに就任。
2024年オフに神戸のHCを退任すると、韓国女子バスケットボールリーグ（以下、WKBL）のハナ銀行にコーチとして入団。WKBLでは初の日本人コーチとなった。